# Kleine Gusen

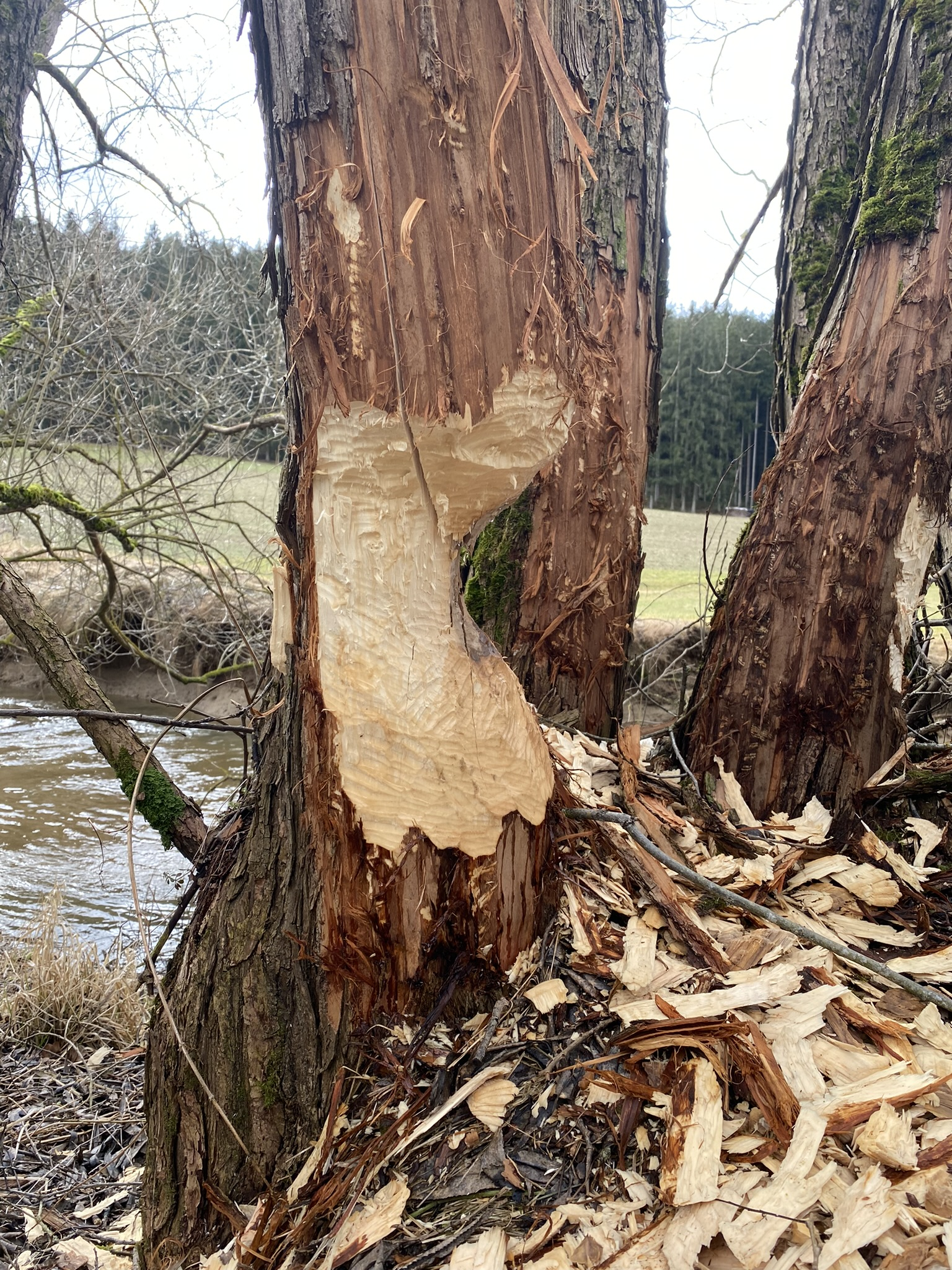
Baum angenagt durch einen Biber im Tal der Kleinen Gusen

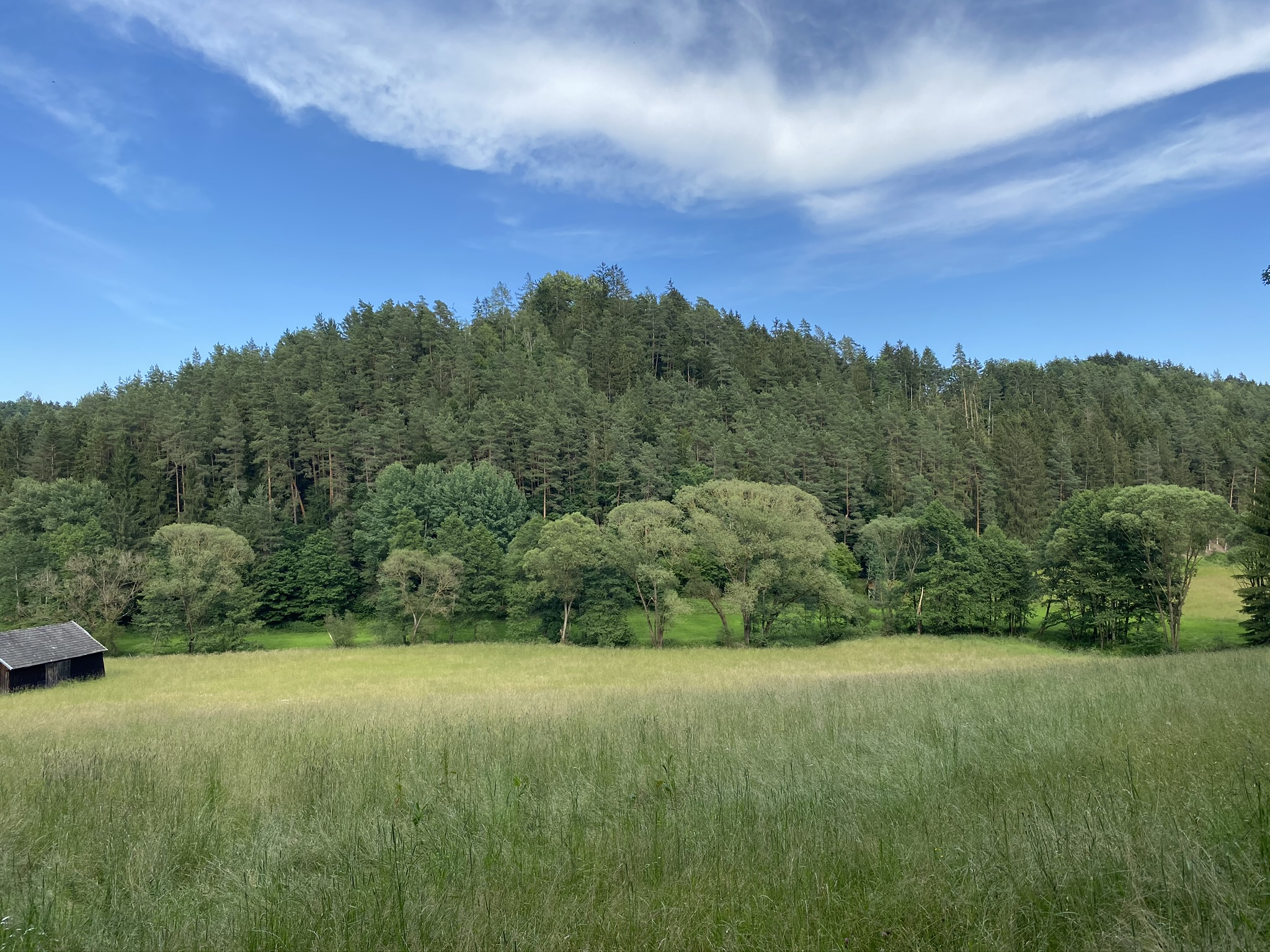
Tal der Kleinen Gusen in Neumarkt im Mühlkreis – Blickrichtung zur ehemaligen Burg Möstling oberhalb der Kleinen Gusen

Die Kleine Gusen ist einer der beiden Quellflüsse der Gusen im Mühlviertel (Oberösterreich). Ihre Länge beträgt 27 km.

## Landschaft und Lauf
Die Kleine Gusen entspringt im Gemeindegebiet von Hirschbach im Mühlkreis, beim Hammerbichl nahe Tischberg. Sie fließt zuerst süd-ostwärts, ab Neumarkt im Mühlkreis südwärts. Nach etwa 27 km fließt sie in der Gemeinde Katsdorf (Gallneukirchner Becken) mit der Großen Gusen zusammen und der Fluss wird die restliche kurze Strecke nur mehr Gusen genannt.

## Naturschutz und Sehenswürdigkeiten
Die Kleine Gusen wird hauptsächlich von Bachforellen und deren typischen Begleitfischen bewohnt und ist weitgehend unverbaut. Als Tal der Kleinen Gusen ist das Gewässer und die begleitenden Wiesen und Wälder (Schwarzerlen-Eschenwälder, vereinzelt naturnahe Eichen-Hainbuchen-Hangwälder) seit 2012 in die Liste der Natura-2000-Schutzgebiete eingetragen (Europaschutzgebiet AT3108000/NN08),
insgesamt ist eine Fläche von 346,00 Hektar geschützt.
Außerdem sind 30,50 ha
schon seit 2000 Landschaftsschutzgebiet (LSG07).
Zwischen Unterweitersdorf und Neumarkt führte früher die Trasse der Pferdeeisenbahn Budweis–Linz–Gmunden entlang der Kleinen Gusen, von der noch einige Gebäude, Brücken und Schwellensteine erhalten sind. Heute führt entlang der Trasse der Pferdeeisenbahn-Wanderweg.
In den 1970er Jahren war auch die Führung der Mühlkreis Autobahn (A7) durch das Tal geplant, wurde jedoch wegen ökologischer und hydrologischer Gründe verworfen.